# Atletica leggera ai Giochi della XIV Olimpiade - 200 metri piani femminili

Video della Finale (sono mostrati tutti i quattro ori vinti dall'olandese)

La competizione dei 200 metri piani femminili di atletica leggera ai Giochi della XIV Olimpiade si è disputata nei giorni 5 e 6 agosto 1948 allo Stadio di Wembley a Londra

## L'eccellenza mondiale
| Primatista mondiale       | 23"6 '35 | S. Walasiewicz      | Assente      |
| Camp.ssa europea 1946     | 25"4     | Evgeniya Sechenova  | URSS assente |
| Primatista stagionale     | 24"2     | Fanny Blankers-Koen | Presente     |
| Vincitrice dei Trials USA | 25"3     | Audrey Patterson    | Presente     |

## La gara
L'olandese Fanny Blankers-Koen, dominatrice della specialità fin dal 1943, è l'unica atleta che correre stabilmente in meno di 25 secondi. Assente la Walasiewicz, che non ha partecipato ai Trials (ha 37 anni), le sue uniche avversarie sono le australiane King e Strickland.

In finale viene assegnata all'olandese la corsia più interna, la 2. Dotata di una caratura tecnica superiore alle altre, la Koen esegue una curva eccellente e si presenta sulla retta d'arrivo con 3 metri di vantaggio; vince di autorità con il nuovo record olimpico e un vantaggio-record di 7 decimi.

L'assegnazione della medaglia d'argento e di bronzo richiede un lungo esame da parte dei giudici.
La statunitense Audrey Patterson, bronzo, è la prima donna di colore del suo Paese a vincere una medaglia ai Giochi olimpici in tutti gli sport. Precede di un giorno esatto la connazionale Alice Coachman.

## Risultati

### Turni eliminatori
| 7 Batterie   | 5 agosto | 33 partenti   | Si qualificano le prime due. |
| 2 Semifinali | 5 agosto | 7 + 7         | Si qualificano le prime tre. |
| Finale       | 6 agosto | 6 concorrenti |                              |

### Batterie
| Pos. | Atleta              | Nazione     | Tempo |
| ---- | ------------------- | ----------- | ----- |
| 1    | Fanny Blankers-Koen | Paesi Bassi | 25"7  |
| 2    | Liliane Sprécher    | Francia     | 26"0  |
| 3    | Mae Faggs           | Stati Uniti | 26"0  |
| 4    | Melânia Luz         | Brasile     | 26"6  |
| 5    | Phyllis Edness      | Bermuda     | n/d   |

| Pos. | Atleta            | Nazione       | Tempo |
| ---- | ----------------- | ------------- | ----- |
| 1    | Cynthia Thompson  | Giamaica      | 25"6  |
| 2    | Sylvia Cheeseman  | Gran Bretagna | 25"7  |
| 3    | Diane Foster      | Canada        | 26"1  |
| 4    | Helena de Menezes | Brasile       | 27"7  |

| Pos. | Atleta                   | Nazione        | Tempo |
| ---- | ------------------------ | -------------- | ----- |
| 1    | Joyce King               | Australia      | 25"9  |
| 2    | Phyllis Lightbourn-Jones | Bermuda        | 27"0  |
| 3    | Lucila Pini              | Brasile        | 27"6  |
| 4    | Marie-Thérèse Renard     | Belgio         | 28"5  |
| -    | Olga Šicnerová           | Cecoslovacchia | Rit.  |

| Pos. | Atleta                 | Nazione     | Tempo |
| ---- | ---------------------- | ----------- | ----- |
| 1    | Daphne Robb-Hasenjäger | Sudafrica   | 25"3  |
| 2    | Shirley Strickland     | Australia   | 25"8  |
| 3    | Nell Jackson           | Stati Uniti | 25"8  |
| 4    | Donna Gilmore          | Canada      | n/d   |
| 5    | Alma Butia             | Jugoslavia  | n/d   |

| Pos. | Atleta             | Nazione       | Tempo |
| ---- | ------------------ | ------------- | ----- |
| 1    | Audrey Patterson   | Stati Uniti   | 25"5  |
| 2    | Margaret Walker    | Gran Bretagna | 25"8  |
| 3    | Kathleen Russell   | Giamaica      | 26"3  |
| 4    | Ann-Britt Leyman   | Svezia        | 26"3  |
| 5    | Mathilde Decker    | Lussemburgo   | n/d   |
| 6    | Beatriz Kretschmer | Cile          | n/d   |

| Pos. | Atleta             | Nazione     | Tempo |
| ---- | ------------------ | ----------- | ----- |
| 1    | Elizabeth McKinnon | Australia   | 25"9  |
| 2    | Rosine Faugouin    | Francia     | 25"9  |
| 3    | Grietje de Jongh   | Paesi Bassi | 26"2  |
| 4    | Grete Pavlousek    | Austria     | n/d   |

| Pos. | Atleta                    | Nazione       | Tempo  |
| ---- | ------------------------- | ------------- | ------ |
| 1    | Audrey Williamson         | Gran Bretagna | 25"4   |
| 2    | Neeltje Karelse           | Paesi Bassi   | 26"0   |
| 3    | Millicent Cheater         | Canada        | 26"4   |
| -    | Annegret Weller-Schneider | Cile          | Squal. |

### Semifinali
| Pos. | Atleta                   | Nazione       | Tempo |
| ---- | ------------------------ | ------------- | ----- |
| 1    | Fanny Blankers-Koen      | Paesi Bassi   | 24"3  |
| 2    | Audrey Patterson         | Stati Uniti   | 25"0  |
| 3    | Margaret Walker          | Gran Bretagna | 25"3  |
| 4    | Cynthia Thompson         | Giamaica      | n/d   |
| 5    | Rosine Faugouin          | Francia       | n/d   |
| 6    | Joyce King               | Australia     | n/d   |
| 7    | Phyllis Lightbourn-Jones | Bermuda       | n/d   |

| Pos. | Atleta                 | Nazione       | Tempo |
| ---- | ---------------------- | ------------- | ----- |
| 1    | Shirley Strickland     | Australia     | 24"9  |
| 1    | Audrey Williamson      | Gran Bretagna | 24"9  |
| 3    | Daphne Robb-Hasenjäger | Sudafrica     | 25"1  |
| 4    | Sylvia Cheeseman       | Gran Bretagna | n/d   |
| 5    | Neeltje Karelse        | Paesi Bassi   | n/d   |
| 6    | Liliane Sprécher       | Francia       | n/d   |
| 7    | Elizabeth McKinnon     | Australia     | n/d   |

### Finale
| Pos.    | Atleta                 | Età | Nazione       | Tempo |
| ------- | ---------------------- | --- | ------------- | ----- |
| Oro     | Fanny Blankers-Koen    | 30  | Paesi Bassi   | 24"4  |
| Argento | Audrey Williamson      | 21  | Gran Bretagna | 25"1  |
| Bronzo  | Audrey Patterson       | 21  | Stati Uniti   | 25"2  |
| 3       | Shirley Strickland     | 23  | Australia     | 25"3  |
| 5       | Margaret Walker        | 23  | Gran Bretagna | 25"6  |
| 6       | Daphne Robb-Hasenjäger | 19  | Sudafrica     | 25"7  |

Il distacco di 7 decimi tra la prima e la seconda classificata è il margine di vittoria più ampio raggiunto nel XX secolo in una gara di velocità alle Olimpiadi, sia maschile che femminile.

Audrey Patterson, medaglia di bronzo, è la prima nera americana a vincere una medaglia olimpica (precede di un solo giorno la connazionale Alice Coachman che a Londra vince l'oro nel salto in alto).

Il ritrovamento del fotofinish, nel 1976, attribuirà all'australiana Strickland (poi signora de la Hunty) il terzo posto, ma solo a livello morale in quanto gli australiani non avevano presentato reclamo scritto a fine gara.